# ノルウェージャン・ジュエル
ノルウェージャン・ジュエル（Norwegian Jewel）、またはノルウィージャン・ジュエルは、NCL（ノルウェージャン・クルーズ・ライン）が運航しているクルーズ客船。

## 概要
ノルウェージャン・ジュエル級（ジュエル・クラス）の1番船で、2005年8月4日、ドイツのマイヤー・ヴェルフトで竣工。船価は3億9千万ドル。
8月10日の地中海クルーズでデビューし、続いてバルト海クルーズ、アメリカ東海岸クルーズ等を行った後、11月3日にマイアミで行われた命名式にて、メラニア・トランプ（実業家ドナルド・トランプの妻）によって命名された。
その後同型の2、3番船が2006年、4番船が2007年に建造された。

## 同型船
- 2番船　「ノルウェージャン・ジェイド（Norwegian Jade）」

2006年4月19日竣工。新造時の船名は「プライド・オブ・ハワイ（Pride of Hawaii）」で、2008年に改名。
- 3番船　「ノルウェージャン・パール（Norwegian Pearl）」

2006年11月28日竣工。
- 4番船　「ノルウェージャン・ジェム（Norwegian Gem）」

2007年10月1日竣工。